# Ozarba adducta
Ozarba adducta är en fjärilsart som beskrevs av Emilio Berio 1940. Ozarba adducta ingår i släktet Ozarba och familjen nattflyn. Inga underarter finns listade i Catalogue of Life.